# Oxygonium
Oxygonium is een geslacht van kevers uit de familie van de loopkevers (Carabidae). De wetenschappelijke naam van het geslacht is voor het eerst geldig gepubliceerd in 1951 door Basilewsky.

## Soorten
Het geslacht Oxygonium omvat de volgende soorten:
- Oxygonium acutangulum Basilewsky, 1951
- Oxygonium striatopunctatum Lecordier, 1966